# Gerônimo Ciqueira
Gerônimo Ciqueira da Silva (Anadia, 12 de agosto de 1956 — Brasília, 11 de março de 2007) foi um político brasileiro com base em seu estado de nascimento, Alagoas. Foi eleito deputado federal para o mandato 2007-2011 pelo PFL.
Ciqueira tinha formação como técnico em Edificações. Iniciou a vida profissional como funcionário público municipal, na função de técnico em edificações, em 1979.

## Carreira política
Nascido em Mar Vermelho, na época ainda um distrito de Anadia, Gerônimo entrou para a vida política em 1996, quando se filiou no PPS. Em 2001 foi eleito vereador por aquele partido, sendo reeleito para o exercício 2005-2008 pelo PSB. Acabava de ser eleito deputado federal, para o mandato 2007-2011, pelo PFL. O recém-eleito deputado era, inclusive, alvo de disputa entre duas grandes lendas em Alagoas, o Partido Progressista (PP) de Benedito de Lira, e o Partido da Frente Liberal (PFL) ao qual pertencia.
Foi o primeiro deficiente físico a chegar à Câmara Federal. Foi o idealizador de diversos projectos para as pessoas com necessidades especiais, como a criação da Associação dos Deficientes Físicos de Alagoas (Adefal), que hoje é referência no Nordeste, e à qual presidiu por oito mandatos, de 1986 a 2006. Foi com esse projecto que ficou conhecido como "Gerônimo da Adefal". Chegou a receber por esta obra o Prémio Direitos Humanos, em 2004, concedido pela presidência da República. Na Câmara dos Deputados, havia sido eleito membro titular da Comissão Permamente de Direitos Humanos e Minorias.

## Doença e morte
Em consequência de uma grave pneumonia, estava internado no Hospital Santa Lúcia, em Brasília, a qual o levaria à morte na madrugada do dia 11 de março de 2007, aos 50 anos de idade. O corpo foi transportado para Maceió por um avião da Força Aérea Brasileira, indo o féretro a inumar no Cemitério Parque das Flores, daquela cidade.

## Vítima da talidomida
Gerônimo foi uma das crianças vítimas da talidomida, medicamento usado na década de 1950 para controlar ansiedade, tensão e náuseas. Em decorrência disso, Gerônimo nasceu com uma série de deficiências físicas.
Quando consumido nos três primeiros meses de gestação, o medicamento causa a deformação do feto, provocando o encurtamento dos membros junto ao tronco. Em 1967, onze anos após o nascimento do deputado, a talidomida foi proibida no Brasil.